# Чобанка (род)
Чобанка (Petasites, наречена така лопущ) е род растения от семейство Сложноцветни.

## Представители
- Petasites albus Бяла чобанка
- Petasites amplus
- Petasites doerfleri
- Petasites formosanus
- Petasites fragrans
- Petasites frigidus (още P. speciosa)
- Petasites hybridus – Хибридна чобанка
- Petasites japonicus
- Petasites kablikianus
- Petasites paradoxus
- Petasites radiatus
- Petasites sagittatus
- Petasites sibiricus
- Petasites speciosa
- Petasites spurius
- Petasites tatewakianus
- Petasites tricholobus